# Spinto
Une voix spinto est, en art lyrique, une voix de ténor ou de soprano dont le timbre est situé entre lyrique et dramatique. Le qualificatif italien spinto peut se traduire en français par poussé. On emploie parfois les termes lirico-spinto ou jugendlich-dramatisch pour caractériser ce type de voix.
Une voix spinto se caractérise par une certaine résonance nommée squillo (sonnerie en italien). Cette technique permet à l'artiste lyrique d'être audible face à un orchestre romantique complet dans une grande variété de rôles, à l'exception des plus exigeants écrits par Richard Wagner (tels que Brünhilde, Isolde, Tristan et Siegfried), Giacomo Meyerbeer (Jean de Leyde), Verdi (Otello), Puccini (Turandot, Calaf) et Richard Strauss (Elektra).
- La soprano spinto est une soprano lyrique qui possède une poussée distincte dans son attaque vocale. Ayant à la fois une qualité lyrique et dramatique, les sopranos spinto conviennent à un large éventail de rôles, allant de véritables parties lyriques telles que Micaela dans Carmen et Mimì dans La bohème jusqu'aux héroïnes de Verdi exigeantes telles que Leonora (dans Il trovatore et la forza del destino) et Aida, ainsi que celles de Puccini, Madame Butterfly et Tosca. Des rôles wagnériens plus légers comme Elsa dans Lohengrin ou Elisabeth dans Tannhäuser relèvent également de leur domaine. Elisabeth Rethberg constitue un exemple de ce type de soprano, et chante ce répertoire italien et allemand.
- Le ténor spinto correspond à l'équivalent ténor de la soprano spinto. Il peut chanter de manière convaincante des rôles aussi lyriques que Rodolfo dans La bohème, le Duc dans Rigoletto et Alfredo dans La traviata, tout en excellant dans des rôles plus lourds comme Cavaradossi dans Tosca, Don José dans Carmen et Radames dans Aïda. Canio, dans Pagliacci, et Lohengrin sont d'autres exemples de rôles de ténor spinto.